# D916 (Pas-de-Calais)
De D916 is een departementale weg in het Noord-Franse departement Pas-de-Calais. De weg loopt van de grens met Somme via Saint-Pol-sur-Ternoise en Lillers naar de grens met naar de grens met het Noorderdepartement. In Somme loopt de weg als D916 verder naar Doullens en Amiens. In het Noorderdepartement loopt de weg verder als D916 richting Hazebroek en Duinkerke.

## Geschiedenis
Oorspronkelijk was de D916 onderdeel van de N16. In 1973 werd de weg overgedragen aan het departement Pas-de-Calais, omdat de weg geen belang meer had voor het doorgaande verkeer. De weg is toen omgenummerd tot D916.